# Hanane Mansouri
Pour les articles homonymes, voir Mansouri.
Hanane Mansouri, née le 24 novembre 2000 à Échirolles (Isère), est une femme politique française.
Elle est élue députée le 7 juillet 2024 dans la huitième circonscription de l'Isère sous l'étiquette des Républicains à droite, menés par Éric Ciotti.

## Biographie
Hanane Mansouri naît le 24 novembre 2000 à Échirolles en Isère, de parents d'origine marocaine,,. Elle grandit dans un village du Nord de l'Isère, y effectuant sa scolarité du CE1 à la terminale, avant de revenir vivre à Grenoble pour ses études de droit et administration publique.
Hanane Mansouri a été militante et élue à l’UNI lors de ces années d’études à l’université Grenoble-Alpes.
Elle a milité chez les Jeunes Républicains 38, dont elle est nommée responsable par le président de la fédération iséroise des Républicains, le député Yannick Neuder. 
Hanane Mansouri est investie lors des élections législatives françaises de 2024 dans la huitième circonscription de l'Isère par les Républicains à droite d'Éric Ciotti, et est soutenue par le Rassemblement national. Pendant sa campagne, elle est victime d’attaques racistes sur les réseaux sociaux,. Elle est élue au second tour avec 54,1 % des voix, opposée à Cécile Michel du Nouveau Front populaire (45,9 % des voix),. À l'Assemblée nationale, elle fait partie, avec Flavien Termet, des plus jeunes députés de la nouvelle législature.  Flavien Termet démissionne moins de trois mois après son élection. Elle lui succède en tant que benjamine de l'Assemblée à 23 ans, 10 mois et 10 jours.
Elle rejoint l'Union des droites pour la République et en devient secrétaire générale en octobre 2024.

## Mandats électifs
- Depuis le 8 juillet 2024 : députée de la 8e circonscription de l'Isère.